# Ryan Stiles
Ryan Lee Stiles (* 22. dubna 1959, Seattle) je kanadský herec, improvizační komik, režisér a scenárista amerického původu, známý pro své působení v britské a americké verzi improvizační show Whose Line Is It Anyway? a rolí Lewise Kininského v Show Drewa Careyho.

## Biografie
Ryan Stiles se narodil ve americkém městě Seattle jako nejmladší z pěti dětí. Vyrůstal ve skromném, zato však milujícím prostředí své matky, ženy v domácnosti a otce, který pracoval jako vedoucí v rybářském závodu. V roce 1969 se s rodinou přestěhoval do Vancouveru. Přestože jeho školní výsledky byly dobré, vyjádřil se později Stiles, že maturitní ročník mu nabízel příliš mnoho svobody. Studium ukončil jen pár měsíců před maturitou. Ve svých sedmnácti letech opustil vysokou školu, aby mohl veškerý svůj čas věnovat studiu komediálního žánru.
Navzdory očekáváním svých rodičů se Ryan dokázal sám uživit drobnými improvizačními představeními v klubech ve Vancouveru a Britské Kolumbii, s Richardem Elwoodem založil Punchlines Comedy Club. Během této doby působil jako hlavní scenárista The Don Harron Show na CTV a hostitel Comedy College na CBC. Pravidelně působil s Punchline's No Name Player a Vancouver TheatreSports League, kde se seznámil s dalším improvizačním komikem a svým budoucím hereckým kolegou Colinem Mochriem, se kterým navázal úzký pracovní vztah. V roce 1981 potom v Punchlines potkal svojí budoucí ženu Patricii McDonaldovou, která zde pracovala jako servírka. Žili spolu sedm let než se 1988 vzali. Dnes spolu mají tři děti – Sama, Mackenzie a Claire.
Na Expo 86 začal vystupovat s renomovaným komediálním ansámblem Second City, který v dalších letech působil v Torontu a Los Angeles. V roce 1989 si ho všimli producenti improvizační show britského Chanel 4 Whose Line Is It Anyway? a od příštího roku v ní působil jako stálý člen až do jejího konce roku 1998. Vystupování mu přineslo nadšené kritiky a zájem diváků, žádaly si ho mnohé americké televizní pořady. V Show Drewa Careyho ztvárnil postavu Drewova sečtělého nejlepšího přítele Lewise Kininského, který však zklame očekávání. Na stříbrném plátně se objevil vedle Charlieho Sheena ve Žhavých výstřelech a Žhavých výstřelech 2 nebo v krátkometrážním Rainbow War, které bylo nominováno na Oscara. Hrál v několika dílech seriálu Dva a půl chlapa.
Po britské verzi pořadu Whose Line Is It Anyway? přišlo zpracování americké pod taktovkou Drewa Careyho a American Broadcasting Company. Stejně jako další původní účinkující Colin Mochrie, i Ryan Stiles nastoupil natáčení a jeho tvář mohli diváci vidět v každém dílu show až do roku 2006, kdy televize odvysílala poslední díl. Spolu s Drewem vykonával vedoucího produkce celého pořadu. Ryan označil za své neoblíbené veškeré hudební vložky, jelikož se mu nedařilo dát rychle dohromady text písní (především hry Hoedown a Irish drinking song). Ze svých hereckých kolegů si rád dělal legraci, hlavně na účet svého přítele Colina Mochrieho. Sám čelil vtípkům na svojí výšku, nos, či atraktivitu. V roce 2002 byl za své působení nominován na cenu Primetime Emmy Award.
Dnes žije se svou rodinou u Lake Samish blízko Bellinghamu, kde otevřel vlastní Upfront Theatre, kde se vyučuje žánru improvizační komedie.

## Filmografie (výběr)

### Herec
| 1985 | Rainbow War                     |
| 1991 | Žhavé výstřely – Farnham        |
| 1993 | Žhavé výstřely 2 – Rabinowitz   |
| 1997 | Courting Courtney               |
| 2003 | Nobody Knows Anything – Harold  |
| 2006 | The Extra – Clyde               |
| 2009 | Astro Boy – hlas pana Mustachio |